# Club Atlético Patronato de la Juventud Católica 2016
Questa voce raccoglie le informazioni riguardanti il Club Atlético Patronato nelle competizioni ufficiali della stagione 2016.

## Maglie e sponsor
Il fornitore tecnico per la stagione 2016 è Lotto.
| 1ª divisa | 2ª divisa |

## Rosa
| N. |                      | Ruolo | Calciatore            |
| -- | -------------------- | ----- | --------------------- |
| 1  | Argentina (bandiera) | P     | Sebastián Bértoli (c) |
| 2  | Argentina (bandiera) | D     | Wálter Andrade        |
| 3  | Argentina (bandiera) | D     | Lucas Márquez         |
| 4  | Argentina (bandiera) | D     | Lautaro Germiniani    |
| 5  | Argentina (bandiera) | C     | Marcelo Guzmán        |
| 6  | Argentina (bandiera) | D     | Iván Furios           |
| 7  | Uruguay (bandiera)   | A     | Leonardo Acosta       |
| 8  | Argentina (bandiera) | C     | Marcos Quiroga        |
| 9  | Argentina (bandiera) | A     | Matías Quiroga        |
| 10 | Argentina (bandiera) | C     | Matías Garrido        |
| 11 | Argentina (bandiera) | A     | Fernando Telechea     |
| 12 | Argentina (bandiera) | P     | Agustín Bossio        |
| 13 | Argentina (bandiera) | C     | Marcos Minetti        |
| 14 | Argentina (bandiera) | P     | Federico Costa        |
| 15 | Argentina (bandiera) | C     | Fernando De la Fuente |
| 16 | Argentina (bandiera) | D     | Abel Masuero          |
| 17 | Cile (bandiera)      | A     | Matías Donoso         |
| 18 | Argentina (bandiera) | C     | Tomás Spinelli        |
| 19 | Argentina (bandiera) | A     | Facundo Callejo       |
| 20 | Argentina (bandiera) | A     | Lautaro Comas         |

| N. |                      | Ruolo | Calciatore         |
| -- | -------------------- | ----- | ------------------ |
| 21 | Argentina (bandiera) | D     | Ezequiel Garré     |
| 22 | Argentina (bandiera) | D     | Alexander Hollmann |
| 23 | Argentina (bandiera) | C     | Alejandro Almada   |
| 24 | Argentina (bandiera) | C     | Damián Lemos       |
| 25 | Argentina (bandiera) | C     | Damián Pacco       |
| 26 | Argentina (bandiera) | D     | Jonathan Ferrari   |
| 27 | Argentina (bandiera) | C     | Mauro Marconato    |
| 28 | Argentina (bandiera) | C     | Nicolás Bertocchi  |
| 29 | Argentina (bandiera) | C     | Dalmiro Dettler    |
| 30 | Argentina (bandiera) | P     | Emanuel Alarcón    |
| 31 | Argentina (bandiera) | P     | Matías Bregant     |
| 32 | Argentina (bandiera) | A     | Mauricio Carrasco  |
| 33 | Argentina (bandiera) | D     | Santiago Rudolf    |
| 34 | Argentina (bandiera) | C     | Agustín Galliusi   |
| 35 | Argentina (bandiera) | A     | Matías Fonseca     |
| 36 | Argentina (bandiera) | D     | Bruno Duarte       |
| 37 | Argentina (bandiera) | A     | Luciano Comas      |
| 38 | Argentina (bandiera) | C     | José Luis Acosta   |
| 39 | Argentina (bandiera) | D     | Mauro Maydana      |

## Calciomercato
| Acquisti | Acquisti              | Acquisti           | Acquisti   |
| R.       | Nome                  | da                 | Modalità   |
| -------- | --------------------- | ------------------ | ---------- |
| P        | Federico Costa        | Talleres (C)       | svincolato |
| D        | Jonathan Ferrari      |                    | svincolato |
| D        | Iván Furios           | Olimpo             | definitivo |
| D        | Ezequiel Garré        | Argentinos Juniors | svincolato |
| D        | Abel Masuero          | Nueva Chicago      | definitivo |
| C        | Nicolás Bertocchi     | San Lorenzo        | prestito   |
| C        | Fernando de la Fuente | Nueva Chicago      | svincolato |
| C        | Damián Lemos          | Nueva Chicago      | svincolato |
| C        | Mauro Marconato       | Colón (SF)         | definitivo |
| A        | Facundo Callejo       | Colón (SF)         | prestito   |
| A        | Mauricio Carrasco     | Nueva Chicago      | definitivo |
| A        | Matías Donoso         | Al-Shaab           | svincolato |
| A        | Fernando Telechea     | Dep. Santamarina   | svincolato |

| Cessioni | Cessioni         | Cessioni            | Cessioni      |
| R.       | Nome             | a                   | Modalità      |
| -------- | ---------------- | ------------------- | ------------- |
| D        | Gabriel Graciani |                     | svincolato    |
| D        | Diego Martínez   | River Plate         | fine prestito |
| D        | Carlos Quintana  | Talleres (C)        | definitivo    |
| C        | Leandro Becerra  |                     | svincolato    |
| C        | Matías Bolatti   | Guillermo Brown     | svincolato    |
| C        | Lucas Mazzulli   | Deportivo Morón     | fine prestito |
| C        | Miguel Nievas    | Sp. Belgrano (SF)   | svincolato    |
| C        | Esteban Orfano   | Boca Juniors        | fine prestito |
| A        | Milton Aguilar   | Belgrano Santa Rosa | definitivo    |
| A        | Sergio Chitero   | Atlético Paraná     | svincolato    |
| A        | Diego Jara       | Atlético Venezuela  | definitivo    |

## Risultati

### Primera División
| Arbitro: | Loustau |

|                               |           |                                     |
| Telechea 12’ De la Fuente 48’ | Marcatori | 45+1’ Romagnoli 66’ (rig.) Ortigoza |

| Arbitro: | Herrera |

|                                 |           |                  |
| Niell 24’ Faravelli 46’ Bou 75’ | Marcatori | 10’, 67’ Garrido |

| Paraná 17 febbraio 2016, ore 19:15 UTC-3 3ª giornata | Patronato | 0 – 0 referto | Arsenal Sarandí | Stadio Presbítero Bartolomé Grella\| Arbitro: \| Lamolina \| |
| Arbitro:                                             | Lamolina  |               |                 |                                                              |

| Arbitro: | Argañaraz |

|                              |           |                         |
| Calello 12’ Malrechauffe 79’ | Marcatori | 57’ Furios 74’ Carrasco |

| Arbitro: | Vigliano |

|                  |           |               |
| Quiroga 51’, 64’ | Marcatori | 15’ Etevenaux |

| Arbitro: | Trucco |

|                                  |           |             |
| García 34’ Ayoví 51’ (rig.), 64’ | Marcatori | 19’ Masuero |

| Arbitro: | Beligoy |

|              |           |  |
| Telechea 53’ | Marcatori |  |

| Arbitro: | Loustau |

|                               |           |              |
| Denis 45+4’ (rig.) Cuesta 77’ | Marcatori | 35’ Carrasco |

| Arbitro: | Vigliano |

|                                 |           |          |
| Bértoli 29’ (rig.) Carrasco 61’ | Marcatori | 35’ Mora |

| Arbitro: | Álvarez |

|                          |           |                                 |
| Barsottini 49’ Lagos 75’ | Marcatori | 74’ Donoso 90+1’ (rig.) Bértoli |

| Arbitro: | Paletta |

|  |           |                  |
|  | Marcatori | 37’, 49’ Simeone |

| Arbitro: | Echenique |

|                                      |           |                   |
| Anselmo 47’ (rig.), 64’ Pussetto 68’ | Marcatori | 6’ (rig.) Bértoli |

| Arbitro: | Lunati |

|                           |           |              |
| Telechea 43’ Bertochi 68’ | Marcatori | 51’ Pussetto |

| Arbitro: | Abal |

|            |           |  |
| Cosaro 32’ | Marcatori |  |

| Arbitro: | Loustau |

|               |           |  |
| Quiroga 45+1’ | Marcatori |  |

| Buenos Aires 21 maggio 2016, ore 20:00 UTC-3 16ª giornata | Vélez Sarsfield | 0 – 0 referto | Patronato | Stadio José Amalfitani (10 000 spett.)\| Arbitro: \| Trucco \| |
| Arbitro:                                                  | Trucco          |               |           |                                                                |

## Statistiche

### Statistiche di squadra
| Competizione     | Punti | In casa | In casa | In casa | In casa | In casa | In casa | In trasferta | In trasferta | In trasferta | In trasferta | In trasferta | In trasferta | Totale | Totale | Totale | Totale | Totale | Totale | DR |
| Competizione     | Punti | G       | V       | N       | P       | Gf      | Gs      | G            | V            | N            | P            | Gf           | Gs           | G      | V      | N      | P      | Gf     | Gs     | DR |
| ---------------- | ----- | ------- | ------- | ------- | ------- | ------- | ------- | ------------ | ------------ | ------------ | ------------ | ------------ | ------------ | ------ | ------ | ------ | ------ | ------ | ------ | -- |
| Primera División | 20    | 8       | 5       | 2       | 1       | 10      | 7       | 8            | 0            | 3            | 5            | 9            | 16           | 16     | 5      | 5      | 6      | 19     | 23     | -4 |

### Andamento in campionato
| Giornata  | 1 | 2  | 3  | 4  | 5 | 6  | 7  | 8  | 9 | 10 | 11 | 12 | 13 | 14 | 15 | 16 |
| --------- | - | -- | -- | -- | - | -- | -- | -- | - | -- | -- | -- | -- | -- | -- | -- |
| Luogo     | C | T  | C  | T  | C | T  | C  | T  | C | T  | C  | T  | C  | T  | C  | T  |
| Risultato | N | P  | N  | N  | V | P  | V  | P  | V | N  | P  | P  | V  | P  | V  | N  |
| Posizione | 7 | 12 | 13 | 12 | 9 | 12 | 10 | 10 | 9 | 9  | 10 | 10 | 9  | 9  | 8  | 8  |

Legenda:

Luogo: C = Casa; T = Trasferta. Risultato: V = Vittoria; N = Pareggio; P = Sconfitta.